# Сетное (Прохоровский район)
Сетное — село в Прохоровском районе Белгородской области. Входит в состав Коломыцевского сельского поселения.

## История
Свои историю село Сетное начинает со второй половины XVIII  века. На этой местности располагались  «летние» хутора, предназначенные для выпаса мелкого и крупного рогатого скота в летний период, с весны по осень. В 70-х годах появились первые хутора - Журавский и Радьковский, в 90- х годах еще 4 хутора, в том числе и Сетной.  Свое название хутор получил, по воспоминаниям старожил, поскольку поля, окружавшие его были очень плодородными и приносили хороший урожай. 
В начале создания хутор называли Сытное, затем все чаще стали называть Сетное, так именно это название и закрепилось за ним. По данным ревизии 1857 года хутор был достаточно большим, в нем проживало только «142 души мужского пола». 
На момент 1885 года в хуторе располагались 53 крестьянских двора, в которых проживало 404 человека, дворы были с земельными наделами, 115 лошадей, 86 коров и 42 теленка, 420 овец, имелась торговая лавка и 3 промышленных заведения.
В Сетном находилась школа грамоты, расположенная в частном доме, эти данные упоминались в «Справочной книге о церквах, приходах и притчах Курской епархии за 1908 год». Учительницей служила дочь священника, родом из Корочи. 
В 1928 году деревня Сетное относилась к Донецкому сельсовету Скороднянского района.  
В 1929 году образовался первый колхоз -  им. Шевченко.   
В 1935 году в Сетном открывается магазин, строится клуб и контора.    
Во времена Великой Отечественной войны в хуторе немцев почти не было, они проехали через Сетное только в 1942 году. Чтобы как то себя обезопасить, хуторяне вырыли большой противотанковый ров.    
После окончания войны в Сетном работали конюшня, овчарня и МТФ.    
В 1962 году Село Сетное перешло в административное управление Прохоровского района.    
Вследствие разрастания и застройки новыми объектами село Сетное подошло так близко к селу Донец, что стало как бы его продолжением.    

## География
Находится в северной части Белгородской области, в лесостепной зоне, в пределах юго-западного склона Среднерусской возвышенности, к югу от автодороги М2, на расстоянии примерно 22 километров (по прямой) к востоку-юго-востоку от Прохоровки, административного центра района. Абсолютная высота — 225 метров над уровнем моря.

### Климат
Климат характеризуется как умеренно континентальный, с относительно мягкой зимой и тёплым продолжительным летом. Среднегодовая температура воздуха — 5,4 °C. Средняя температура воздуха самого холодного месяца (января) — −9,2 °C; самого тёплого месяца (июля) — 16,4 — 24,3 °C. Безморозный период длится в среднем 155—160 дней. Годовое количество атмосферных осадков — 527—595 мм, из которых большая часть выпадает в тёплый период.

### Часовой пояс
Село Сетное как и вся Белгородская область, находится в часовой зоне МСК (московское время). Смещение применяемого времени относительно UTC составляет +3:00.

## Население
| 2002 | 2010 |
| ---- | ---- |
| 129  | ↘97  |

### Половой состав
По данным Всероссийской переписи населения 2010 года в гендерной структуре населения мужчины составляли 39,2 %, женщины — соответственно 60,8 %.

### Национальный состав
Согласно результатам переписи 2002 года, в национальной структуре населения русские составляли 94 %.